# İSTOÇ (станція метро)
41°03′55″ пн. ш. 28°49′33″ сх. д. / 41.065148434458° пн. ш. 28.825861429849° сх. д.
İSTOÇ (тур. İSTOÇ) — станція лінії М3 Стамбульського метрополітену. Відкрита 14 липня 2013
Конструкція — трипрогінна мілкого закладення з однією острівною платформою.
Розташована на північному заході району Багджилар під ринком гуртової торгівлі (тур. İstanbul Toptancılar Çarşısı, скорочено — İSTOÇ)
Пересадки:
- Автобуси: 31Y, 76O, 78, 146A, 146B, 146K, 146M
- Маршрутки: Бакиркьой — Істоч, Топкапи — Отогар — Істоч, Бакиркьой-метро — Істоч, Сефакьой — Істоч, Еюпсултан — Істоч, Топкапи — Багджилар — Істоч, Істоч — Багджилар, Девлет — Хастанесі, Гюзельтепе — Істоч, Бакыркьой — Ікітеллі, Топкапи — Каяшехір, Топкапи — Депрем Конутлари, Ікітеллі-організе-санаї — Депрем Конутлари

| Попередня станція           | Лінія | Лінія                           | Лінія | Наступна станція     |
| --------------------------- | ----- | ------------------------------- | ----- | -------------------- |
| Ікітеллі-Санаї до Метрокент |       | M3 (Стамбульський метрополітен) |       | Махмутбей до Кіразли |